# Santa Maria di Licodia

Ubicació de Santa Maria di Licodia dins de la província

Santa Maria di Licodia (sicilià Santa Marìa di Licuddìa) és un municipi italià, dins de la ciutat metropolitana de Catània. L'any 2008 tenia 6.866 habitants. Limita amb els municipis de Biancavilla, Paternò i Ragalna.

## Administració
| Període | Identitat      | Partit      |
| ------- | -------------- | ----------- |
| 2007-   | Salvatore Rasà | Centredreta |